# El Dovio
El Dovio là một khu tự quản thuộc tỉnh Valle del Cauca, Colombia. Thủ phủ của khu tự quản El Dovio đóng tại El Dovio Khu tự quản El Dovio có diện tích 283 ki lô mét vuông. Đến thời điểm ngày 28 tháng 5 năm 2005, khu tự quản El Dovio có dân số 13530 người.